# Hepeviridae

Schemazeichnungen: Virion der Familie Hepeviridae in verschiedenen Ansichten

Die Hepeviridae sind unbehüllte Viren mit einer einzelsträngigen, linearen RNA mit positiver Polarität. Die Familie umfasst mit Stand November 2018 zwei vom International Committee on Taxonomy of Viruses anerkannte Gattungen, Piscihepevirus (neu) und Orthohepevirus (bislang einfach Hepevirus, ursprünglich als Hepatitis-E-like viruses der Familie Caliciviridae zugeordnet – die Familie Hepeviridae wurde erst 2006 taxonomisch eingeführt). Als Prototyp der Familie gilt das humanpathogene Orthohepevirus A (Hepatitis-E-Virus, HEV).

## Aufbau
Die Viren der Familie Hepeviridae sind ikosaedrisch oder sphärisch, nicht umhüllt. Die Viruspartikel der Hepeviridae erscheinen im TEM etwa 27 bis 34 nm im Durchmesser groß. Die Partikel sind unbehüllte Kapside mit wahrscheinlich ikosaedrischer Symmetrie. Hauptbestandteil des Kapsids ist das Haupt-Coreprotein CP (72 kDa), das wahrscheinlich vor dem Zusammenbau der Kapside durch Proteasen erst gespalten wird. Antikörper gegen ein weiteres Strukturprotein von 1,5 kDa Größe wurden in infizierten Wirten gefunden. Die Funktion dieses Proteins ist unbekannt. Die Morphologie der Partikel begründete die Nähe zu den Caliciviridae.

Genomkarte der Unterfamilie Orthohepevirinae

Genomkarte der Gattung Piscihepevirus, Unterfamilie Parahepevirinae

Das RNA-Genom der Hepeviridae ist linear und nicht segmentiert mit einer Länge von etwa 7200 Nukleotiden. Es ist in drei offenen Leserahmen (ORFs) angeordnet, wobei der erste die Nicht-Strukturproteine mit der viralen Polymerase, Helikase, Protease und replikativen Proteinen codiert. ORF 2 codiert das Haupt-Coreprotein CP. Den ORF 2 zum Teil überlappend liegt der ORF 3, der für ein Phosphoprotein unbekannter Funktion codiert. Das ORF1-Protein scheint mit Mitgliedern der Alphatetraviridae verwandt zu sein, während das Kapsidprotein mit dem des Astrovirus (Familie Astroviridae) verwandt ist. Dies legt nahe, dass zu irgendeinem Zeitpunkt in der Vergangenheit ein Rekombinationsereignis zwischen mindestens zwei verschiedenen Viren den Vorfahren dieser Familie erzeugt hat, das Ursache der Verbindung der strukturellen und nichtstrukturellen Proteine ist.

## Biologische Eigenschaften
Das humanpathogene Orthohepevirus A (HEV) ist der Erreger einer Form der fäkal-oral übertragenen Hepatitis, die sporadisch oder bei größeren Ausbrüchen vor allem bei Überschwemmungen in Südostasien vorkommt. Antikörper gegen das HEV ließen sich in vielen Tieren finden, so dass die Vermutung einer von Tieren auf den Menschen übertragenen Infektion (Zoonose) geäußert wurde. Es finden sich jedoch z. B. in Schweinen und Vögeln eigene Isolate des Virus, die von den menschlichen Subtypen deutlich unterschieden werden können. Experimentell konnte der Subtyp HEV-3 vom Schwein auf Primaten übertragen werden.

## Systematik

### Innere Systematik
Die folgende Gliederung der Hepeviridae folgt den Vorgaben des International Committee on Taxonomy of Viruses (ICTV) mit Stand April 2022, ergänzt um Subtypen.
- Familie Hepeviridae
  - Unterfamilie Orthohepevirinae, früher Gattung Orthohepevirus, Hepevirus, Hepatitis-E-like viruses)[8]
    - Gattung Avihepevirus, bisher Spezies Orthohepevirus B, Avian hepatitis E virus (AHEV), deutsch Aviäres Hepatitis-E-Virus,[9] (befällt Vögel)
      - Spezies Avihepevirus egretti (befällt Seidenreiher, en. little egret, wiss. Egretta garzetta)
      - Spezies Avihepevirus magniiecur, alias Big liver and spleen disease virus (BLSV, befällt Hühnervögel)

    - Gattung Chirohepevirus, bisher Spezies Orthohepevirus D (befällt Fledermäuse)
      - Spezies Chirohepevirus desmodi (befällt den Gemeinen Vampir
      - Spezies Chirohepevirus eptesici (befällt Breitflügelfledermäuse)
      - Spezies Chirohepevirus rhinolophi, früher Bat hepatitis E virus (befällt Hufeisennasen)

    - Gattung Paslahepevirus
      - Spezies Paslahepevirus alci (befällt Elche)
      - Spezies Paslahepevirus balayani, bisher Orthohepevirus A, deutsch Hepatitis-E-Virus, HEV-1 bis 8, ohne HEV-C)
        - Humanpathogene Hepatitisviren (befallen Mensch, auch Primaten wie Rhesusaffen)
          - Subtyp Hepatitis-E-Virus 1 (HEV-1, befällt Mensch; Genotyp 1a, Burma (Myanmar), China)
          - Subtyp Hepatitis-E-Virus 2 (HEV-2, befällt Mensch; Genotyp 2a, Mexiko)
          - Subtyp Hepatitis-E-Virus Isolat Pakistan
          - Subtyp Hepatitis-E-Virus Isolat Rhesus

        - Porcine Hepatitisviren (PHEV, befallen Haus- und Wildschweine, Mensch):
          - Subtyp Hepatitis E virus 3 (alias Swine hepatitis E virus, HEV-3, befällt Hausschwein, Wildschwein, Mensch; Genotyp 3a, Meng)
          - Subtyp Hepatitis E virus 4 (alias Swine hepatitis E virus, HEV-4, befällt Hausschwein, Wildschwein, Mensch; Genotyp 4a)
          - Subtyp Wild boar hepatitis E virus (HEV-5, befällt Wildschwein; Genotyp 5a)
          - Subtyp Wild boar hepatitis E virus (HEV-6, befällt Wildschwein; Genotyp 6a)

        - Camelide Hepatitisviren (befallen Kamele):
          - Subtyp Camel hepatitis E virus (HEV-6, befällt Dromedar, Genotyp 7a)
          - Subtyp Camel hepatitis E virus (HEV-7, befällt Trampeltier, Genotyp 8a)

    - Gattung Rocahepevirus
      - Spezies Rocahepevirus eothenomi
      - Spezies Rocahepevirus ratti, bisher Orthohepevirus C (HEV-C)
        -           - Subtyp Hepatitis-E-Virus C1 (alias Rat hepatitis E virus, HEV-C1; befällt Ratten)
          - Subtyp Hepatitis-E-Virus C2  (alias Ferret hepatitis E virus, HEV-C2; befällt den Europäischen Iltis, Mustela putorius: Waldiltisse/Frettchen)
          - Subtyp Hepatitis-E-Virus C3 (alias Field mice hepatitis E virus, HEV-C3; befällt Waldmäuse, Apodemus sp.)

  - Unterfamilie Parahepevirinae
    - Gattung Piscihepevirus (befällt Fische)
      - Spezies Piscihepevirus heenan, alias Piscihepevirus A (befällt Cutthroat-Forelle Oncorhynchus clarki)

  - ohne zugewiesene Unterfamilie
    - Gattung „Insecthepivirus“ (vorgeschlagen)[10]

- Spezies „Sogatella furcifera hepe-like virus“ (vorgeschlagen)

### Äußere Systematik
Koonin et al haben 2015 die Hepeviridae taxonomisch (aufgrund ihrer Verwandtschaft) der von ihnen postulierten Supergruppe ‚Alphavirus-like superfamily‘ zugeordnet. Schwestergruppe ist danach die Familie Togaviridae.
Die Mitglieder dieser vorgeschlagenen Supergruppe gehören verschiedenen Gruppen der Baltimore-Klassifikation an, in der Regel handelt es sich um einzelsträngige RNA-Viren positiver Polarität ((+)ssRNA, Baltimore-Gruppe 4), es sind aber auch doppelsträngige Vertreter (mit dsRNA gekennzeichnet, Baltimore-Gruppe 3) zu finden.
Dieser Vorschlag ist inzwischen abgelöst durch die Master species List #35 des ICTV vom März 2020. Eine Gegenüberstellung der Kladogramme findet sich bei Tymovirales §ICTV Master Species List #35.